# Cima di Jazzi
Cima di Jazzi czasem Cima di Iazzi − szczyt w Alpach Pennińskich, części Alp Zachodnich. Leży na granicy między Włochami (regiony Piemont i Dolina Aosty) a Szwajcarią (kanton Valais). Należy do masywu Monte Rosa. Szczyt można zdobyć ze schronisk Monte Rosa Hut (2795 m) po stronie szwajcarskiej oraz Bivacco Belloni (2509 m) i Rifugio Eugenio Sella (3029 m).